# حشره‌خوار درختی نیکوبار
حشره‌خوار درختی نیکوبار (نام علمی: Tupaia nicobarica) نام یک گونه از تیره حشره‌خوار درختی سنجابی است.